# 225 років м. Сімферополю (монета)
«225 ро́ків Сімферо́полю» — ювілейна монета номіналом 5 гривень, випущена Національним банком України, присвячена столиці Автономної Республіки Крим, адміністративному та культурному центру — місту Сімферополю (з грецької — місто-збирач). Місто розташоване в долині річки Салгир на межі гірського і рівнинного Криму. Місто почало будуватися в 1784 році, хоча частина долини, де розташоване місто, була заселена з давніх часів.
Монету введено в обіг 1 червня 2009 року. Вона належить до серії «Стародавні міста України».

## Опис монети та характеристики
| Номінал грн. | Метал      | Маса, г | Діаметр, мм | Якість виготовлення       | Гурт     | Тираж, штук |
| ------------ | ---------- | ------- | ----------- | ------------------------- | -------- | ----------- |
| 5            | нейзильбер | 16,54   | 35,0        | спеціальний анциркулейтед | рифлений | 45 000      |

### Аверс
На аверсі монети зображено візитну картку міста — залізничний вокзал, угорі розміщено малий Державний Герб України, під ним написи: «НАЦІОНАЛЬНИЙ / БАНК / УКРАЇНИ / 5 / ГРИВЕНЬ / 2009» та логотип Монетного двору Національного банку України (праворуч).

### Реверс

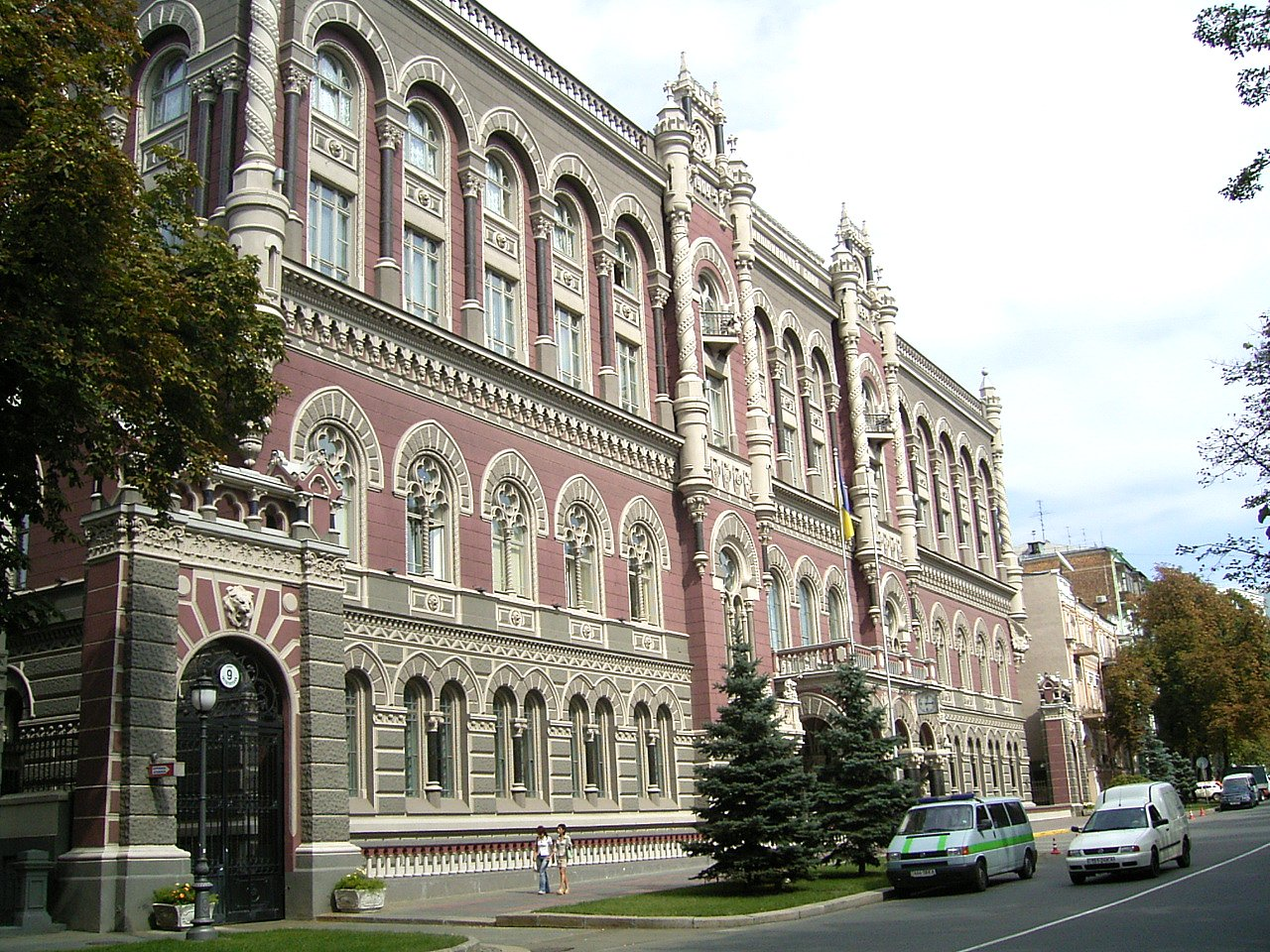
Будівля Національного банку України

На реверсі монети на тлі плану побудови міста 1768 року зображено дві пам'ятки архітектури початку ХХ ст., між якими — герб міста, під ним у лавровому вінку написи — «225 / РОКІВ», унизу півколом — «СІМФЕРОПОЛЬ».

## Автори
- Художники: аверс — Дем'яненко Володимир; реверс — Таран Володимир, Харук Олександр, Харук Сергій.
- Скульптори: Дем'яненко Володимир, Атаманчук Володимир.

## Вартість монети
Ціна монети — 25 гривень була вказана на сайт Національного банку України у 2014 році.
Фактична приблизна вартість монети, з роками змінювалася так:
| Рік        | 2010 | 2011 | 2012 | 2013 | 2014 | 2015 | 2016 | 2017 | 2018 | 2019 | 2020 | 2021 | 2022 | 2023 | 2024 | 2025 |
| ---------- | ---- | ---- | ---- | ---- | ---- | ---- | ---- | ---- | ---- | ---- | ---- | ---- | ---- | ---- | ---- | ---- |
| Ціна, грн. | 25   | 25   | 30   | 30   | 40   | 70   | 90   | 120  | 120  | 130  | 135  | 135  | 140  | 210  | 280  | 290  |